# Ankito
Ankito, nome artístico de Anchizes Pinto (São Paulo, 26 de fevereiro ou 26 de novembro de 1924 — Rio de Janeiro, 30 de março de 2009), foi um ator brasileiro, considerado um dos cinco maiores nomes das chanchadas.

## Vida
De família circense, nasceu em São Paulo, no bairro do Brás. Seu pai era o palhaço Faísca (1898-1936), sua mãe a atriz circense Thomasina Pinto e seu tio o famoso palhaço Piolim e prima da atriz Ana Ariel. Era casado com a atriz Denise Casais.

## Carreira
Passou a atuar profissionalmente no circo aos aos quatro anos de idade, como acrobata, posteriormente no globo da morte.
Onze anos mais tarde atuou em shows no Cassino da Urca, como acrobata, na época considerado um esporte, e que lhe rendeu cinco vezes o título de campeão sul-americano. Em seguida ingressou no teatro, substituindo por uma noite o ator principal da companhia, porém fez sucesso e permaneceu no elenco. Contracenou com Grande Otelo no show Bahia Mortal e, a essa altura, sua carreira já estava consolidada. Com o sucesso no teatro, em 1952, foi convidado para fazer três dias de filmagem no filme É Fogo na Roupa, mas o sucesso foi tanto que os três dias passaram a ser trinta e nove, tendo inclusive sido colocado o seu nome em primeiro lugar nos créditos do filme. Continuou a fazer shows pelo Brasil com uma companhia de vedetes, em clubes e cinemas, que sempre exibiam um filme dele antes de cada espetáculo.
Protagonizou muitos filmes, entre eles Três Recrutas, Marujo por Acaso, Quem Roubou Meu Samba?, Pé na Tábua, Garota Enxuta, É de Chuá!, De Pernas pro Ar, Um Candango na Belacap, Pistoleiro Bossa Nova, Os Três Cangaceiros, Vai que É Mole, O Rei do Movimento, O Feijão É Nosso, O grande pintor, Angu de Caroço, O boca de ouro, E o Bicho Não Deu, Sai Dessa, Recruta e Metido a Bacana, onde a dupla Ankito e Grande Otelo apareceu pela primeira vez. Estes filmes foram lançados de 1952 a 1961, período do apogeu de sua carreira artística.
Em 1960, sofreu um acidente grave durante as filmagens Um Candango na Belacap, quando caiu de um prédio em construção. O acidente afetou a sua capacidade de fazer acrobacias e abreviou sua carreira cinematográfica.
Em 1966 participou do filme em episódios As Cariocas, de Fernando de Barros, Walter Hugo Khouri e Roberto Santos. Atuou também em Bububu no Bobobó (1980), O Escorpião Escarlate, de Ivan Cardoso, e Beijo 2348/72, de Walter Rogério, ambos de 1990.
Na televisão, participou de muitos programas humorísticos. Fez parte do elenco da TV Tupi, da Record e da Bandeirantes. Mais tarde, na Globo, além das participações nos humorísticos, fez parte do elenco das telenovelas Gina, com Cristiane Torloni; Marina, com Edson Celulari e A Sucessora, de Manoel Carlos. Em 2005, fez o personagem "Falecido", na telenovela Alma Gêmea. Atuou também em inúmeras minisséries e participou da primeira versão do Sítio do Picapau Amarelo, onde fez os personagens Soldadinho de Chumbo e o Curupira.

## Morte
Morreu no dia 30 de março de 2009, no Hospital Pedro Ernesto, zona norte do Rio de Janeiro, em decorrência de um câncer de pulmão.

## Filmografia

### Cinema
| Ano  | Título                                     | Personagem                        | Notas                         |
| ---- | ------------------------------------------ | --------------------------------- | ----------------------------- |
| 1990 | Beijo 2348/72                              | Faxineiro                         |                               |
| 1990 | O Escorpião Escarlate                      | Campos, pai de Glória             |                               |
| 1988 | O Diabo na Cama                            | O Garçom                          |                               |
| 1986 | Brás Cubas                                 | —                                 |                               |
| 1980 | Bububu no Bobobó                           | Velho ator                        |                               |
| 1977 | O Pequeno Polegar contra o Dragão Vermelho | Zé Pequeno                        |                               |
| 1976 | Guerra É Guerra                            | —                                 | Segmento: "O Poderoso Cifrão" |
| 1975 | Ladrão de Bagdá, O Magnífico               | Omar                              |                               |
| 1969 | Deu a Louca no Cangaço                     | —                                 |                               |
| 1969 | Um Sonho de Vampiros                       | Dr. Pan                           |                               |
| 1966 | As Cariocas                                | Paquera                           | Segmento: "Terceira História" |
| 1962 | Os Três Cangaceiros                        | Aristides Pelado / Onça Vingadora |                               |
| 1961 | Um Candango na Belacap                     | Tonico                            |                               |
| 1960 | Sai Dessa, Recruta                         | Aparício                          |                               |
| 1960 | Vai que É Mole                             | Macio                             |                               |
| 1960 | Pistoleiro Bossa Nova                      | Inocêncio / Pistoleiro            |                               |
| 1959 | Garota Enxuta                              | Itaporanga Popó                   |                               |
| 1959 | Quem Roubou Meu Samba?                     | Leovigildo "Coruja"               |                               |
| 1958 | É de Chuá!                                 | Peteleco                          |                               |
| 1958 | E o Bicho não Deu                          | Bartinho                          |                               |
| 1958 | De Pernas pro Ar                           | Benedito                          |                               |
| 1958 | Pé na Tábua                                | Petrônio Semsorte                 |                               |
| 1957 | Metido a Bacana                            | Hilário / Príncipe Anacleto       |                               |
| 1957 | O Boca de Ouro                             | Boca de Ouro                      |                               |
| 1955 | O Grande Pintor                            | —                                 |                               |
| 1955 | O Feijão é Nosso                           | Gaspar                            |                               |
| 1954 | Angu de Caroço                             | Barbeiro                          |                               |
| 1954 | Marujo por Acaso                           | Alarico                           |                               |
| 1954 | O Rei do Movimento                         | Aparício                          |                               |
| 1953 | Três Recrutas                              | Recruta                           |                               |
| 1952 | É Fogo na Roupa                            | Chiquinho                         |                               |

### Televisão
| Ano       | Título                                   | Personagem                      | Notas                         |
| --------- | ---------------------------------------- | ------------------------------- | ----------------------------- |
| 2006      | Carga Pesada                             | Ivanildo                        | Episódio: "Mata o véio, Mata" |
| 2005      | Alma Gêmea                               | Eudorico Castelli (Falecido)    |                               |
| 1999      | Andando nas Nuvens                       | Ambulante na praia              | Episódio: "30 de junho"       |
| 2004      | Sob Nova Direção                         | Élvio                           | Episódio: "Presente de Grego" |
| 1995      | Engraçadinha: Seus Amores e Seus Pecados | Ceguinho                        |                               |
| 1993      | Você Decide                              | —                               | 2 episódios                   |
| 1990      | Gente Fina                               | Delegado                        | Participação                  |
| 1986      | Tudo ou Nada                             | Wenceslau                       |                               |
| 1986      | Cambalacho                               | Taxista                         | Participação Especial         |
| 1980      | Marina                                   | Pirulito                        |                               |
| 1979      | Carga Pesada                             | Poema                           | Episódio: "Enchente"          |
| 1978      | A Sucessora                              | Edmundo Macedo                  |                               |
| 1978      | Gina                                     | Deolindo                        |                               |
| 1977      | Sítio do Picapau Amarelo                 | Curupira / Soldadinho de Chumbo |                               |
| 1976      | Sossega Leão                             | —                               |                               |
| 1968      | Show do Ankito                           | Apresentador                    |                               |
| 1963-1965 | Noites Cariocas                          | Vários personagens              |                               |
| 1963-1964 | O Riso É o Limite                        | Vários personagens              |                               |
| 1959      | Anki...Tô..Eu                            | —                               |                               |

## Teatro
- 2000 - A Controvérsia
- 1985 - Tem Pimenta na Abertura
- 1974 - A Torre em Concurso
- 1957 - É Fogo na Bica
- 1955 - Ok, Baby!
- 1955 - Doll Face
- 1955 - Mas Muito Mesmo!
- 1953 - É Fogo na Jaca
- 1953 - Lá Vem a Cobra Grande
- 1952/1953 - O Bode Tá Solto